# 渚紗
渚紗（なぎさ、1989年4月9日 - ）は、日本の女優。ゴールドラッシュエンターテイメント所属。

## 来歴
福島県で生まれ、3歳まで過ごし、4歳から小学校2年生までを愛媛県で、その後は社会人になるまで神奈川県で過ごす。
社会人経験後、イベントMCやラジオDJに憧れ、芸能界入りを目指す。25歳の時に現在の事務所に所属が決まる。

## 人物
- 趣味はバスケットボール観戦。
- 2018年1月26日、Bリーグ 川崎ブレイブサンダース vs 千葉ジェッツ を観戦以来、川崎ブレイブサンダースファンとなった。
- 2022-23シーズンより横浜エクセレンスのアリーナMCを担当する。
- 特技はバスケットボール(経験はミニバスケットボール〜大学までの12年)、水泳、ラテアート、マラソン(ホノルルマラソンに3回出場し完走した経験を持つ)

## 出演

### テレビドラマ
- グッド・ドクター（2018年、フジテレビ）- 看護師 役
- 監察医 朝顔（2019年、フジテレビ）- 医師 役
- ナイト・ドクター（2021年、フジテレビ）- 猪俣美保 役
- SUPER RICH 第8話（2021年12月2日、フジテレビ）

### 映画
- 劇場版 コード・ブルー -ドクターヘリ緊急救命-（2018年）- 保育士 役
- シライサン（2020年）- 奥菜いづみ 役
- トラップ・ガール（2020年）- 小雪 役 [1]

### テレビバラエティ
- ジョブチューン （TBS）
- 痛快TVスカッとジャパン（フジテレビ）
- ザ・レジェンド （日本テレビ）
- バナナブラマヨの新しい法律をつくる会 （毎日放送）
- 「熱血バスケ」（NHK　BS１）

### ネット配信
- SoftBank WINTER CUP2018 第71回全国高等学校バスケットボール選手権大会 バスケットLiveアンバサダー [2]
- Player!バスケトーク番組「熱血!本気のバスケ愛」 [3]
- BaketballDiner 「観戦力アップ道場」Youtube
- 【Short Film #STAYHOME】「Stay Homicide」Youtube
- バスケトーク番組 渚紗のダイナー
- BIGO LIVE  配信アプリ
- Pococha   配信アプリ
- LINE LIVE  配信アプリ
- BuzzVideo 配信アプリ←現在活動中